# Chimaira
Chimaira é uma banda de groove metal de Cleveland, Ohio, Estados Unidos. Os rótulos musicais atribuídos à banda são nu metal (início da carreira) e metalcore/ groove metal (atualmente), Mark Hunter e a banda sempre disseram que o Chimaira pertence ao grupo de bandas como Slayer ou Kreator e não ao nu metal. O nome da banda é derivado de um ser da mitologia grega chamado Quimera (em inglês Chimera), um monstro com cabeças de leão, dragão e bode.
A banda dissolveu-se em 2014, mas anunciou uma reunião em 2017 e um retorno em 2023, com a maioria dos membros de longa data do grupo reunidos.

## História

### Início
Chimaira foi fundada em 1998 pelo guitarrista Jason Hager e vocalista Mark Hunter. A dupla contactou amigos e recrutaram Jason Genaro na bateria e Andrew Ermlick no baixo para completar a formação. Depois de algumas sessões de prática, os quatro decidiram que a banda precisava de um som de guitarra mais pesado. Com intenção de adicionar um segundo guitarrista, Ermlick recomendou que Rob Arnold, um ex-colega de banda de seu tempo em Commom Thread, fosse recrutado. A banda de Arnold na época, Sanctum, havia se separado, fazendo com que o guitarrista estivesse disponível para se juntar ao Chimaira. Em 1999, Arnold entrou na banda como guitarrista para que Hager, então, mudasse para tocar o ritmo.
A banda gravou a  sua primeira demo em janeiro de 1999 e, durante a gravação, Arnold recomendou que Hunter e Hager substituissem Genaro pelo ex-baterista do Sanctum, Andols Herrick. Depois de observar uma gravação com a percussão de Herrick, a banda concordou em substituir Genaro. Herrick, em seguida, veio ao estúdio com os outros quatro e gravou a percussão para a demo no dia seguinte.
A banda passou grande parte de 1999 fazendo vários shows ao vivo em todo o Estados Unidos e durante esse ano, Andrew Ermlick deixou a banda para se concentrar em seus estudos universitários, sendo substituído por Rob Lesniak. A banda gravou uma segunda demo, durante esse ano, e começou a receber notoriedade difundida em várias estações de rádio das faculdades em torno da área. Depois de conseguir um show local com a música "Dead Inside" no programa de TV Farmclub.com, Chimaira assinou com a Roadrunner Records.

### This Present Darkness&Pass out of Existence(2000–2002)

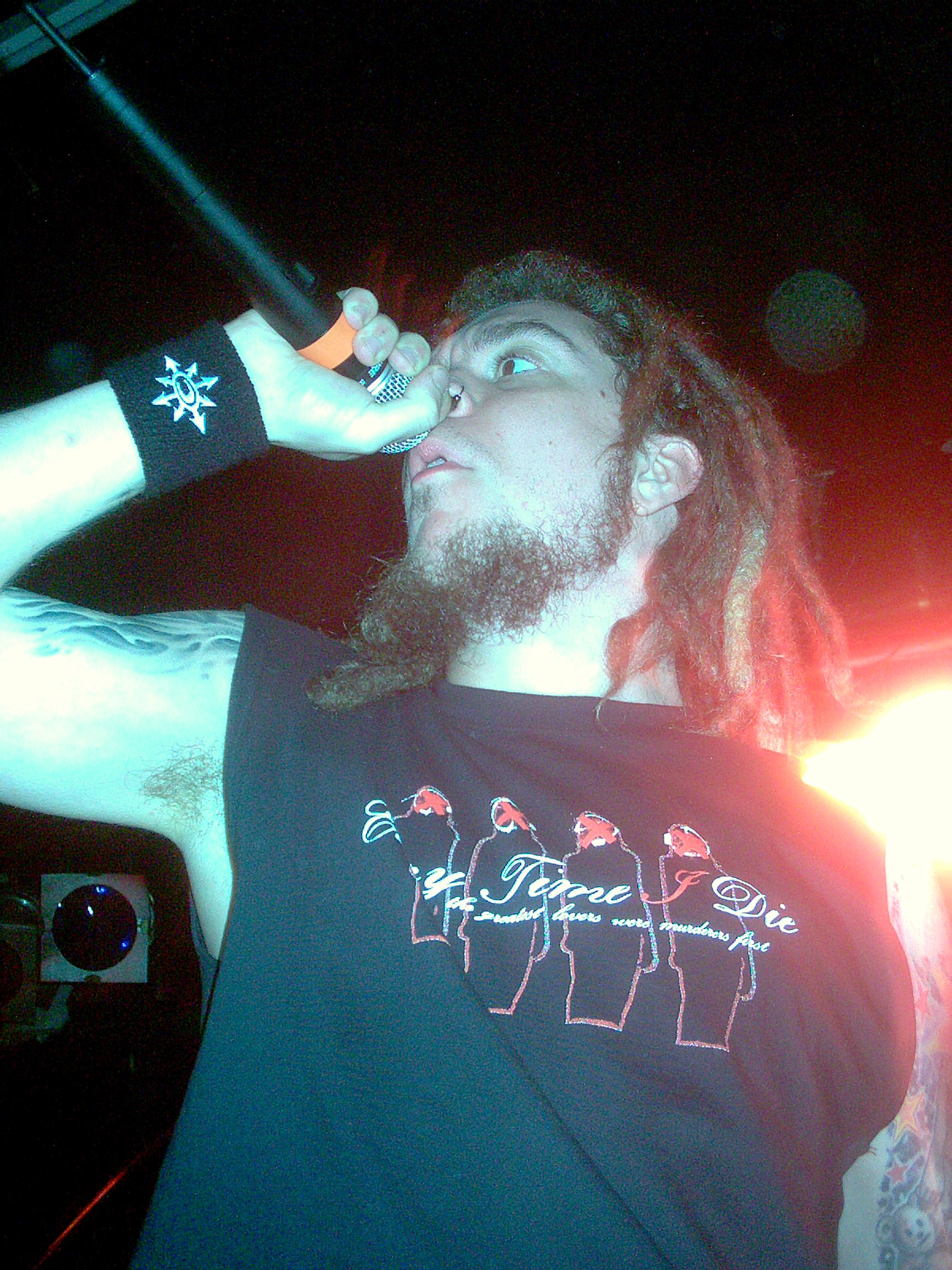
O vocalista Mark Hunter em concerto com a banda na Alemanha em 2004

Eventualmente, a banda gravou seu primeiro EP, This Present Darkness, que foi lançado em 2000, via selo independente East Coast, e ficou no top 10 em Metal Radio. Pouco depois do lançamento de TPD, Chimaira recebeu atenção de Thom Hazaert (que viria a trabalhar com as importantes gravadoras independentes East Coast e THC: MUSIC), e um amigo de longa data de Chris Spicuzza, e continuaram a visitar os EUA, tocando de forma consistente com bandas como Hatebreed e God Forbid. A banda gravou versões demo de várias novas faixas, incluindo "Dead Inside" (música apresentada no Farm Club e viria a tornar-se a favorita dos fãs), "Severed" e "Taste My...", bem como o cover "Fascination Steeet" de de The Cure, fazendo a banda ganhar o interesse de várias gravadoras grandes. Durante esse tempo, a banda também contribuiu com um cover do clássico "Balls to the Wall" do Accept para álbum Anarchy Rocks Vol. 2.
A banda passou a assinar com a Roadrunner Records e rapidamente gravou seu álbum de estréia Pass out of Existence em 2001. A essa altura, Jim Lamarca era agora baixista e Chris Spicuzza estava lidando com todos os efeitos eletrônicos. Pouco depois do lançamento do álbum e da turnê que se seguiu, Jason Hager deixou a banda quando descobriu que ia ser pai. Matt DeVries do Cleveland's Ascension, foi recrutado para assumir o cargo de guitarrista. Lançado em 2 de outubro de 2001, Pass out of Existence que também apresentou uma aparição do guitarrista Stephen Carpenter do Deftones na faixa "Rizzo".

### The Impossibility of Reason(2003–2004)
A banda voltou para casa no final de 2002 para começar a escrever e gravar seu próximo álbum, The Impossibility of Reason. A produção do álbum foi documentada e, posteriormente, vista em seu primeiro lançamento em DVD chamado The Dehumanizing Process. Após o lançamento e turnês que se seguiram, o baterista Andols Herrick decidiu deixar a banda. Como evidenciado no documentário em DVD, Herrick parecia estar sem entusiasmo por estar constantemente em turnês. Ele voltou para casa para cursar a faculdade para obter um diploma de música.
Chimaira recebeu Ricky Evensand como seu novo baterista. Vindo da Suécia, foi notável por fazer parte do Soilwork por um curto período de tempo. A estadia de na banda foi relativamente curta. Devido a problemas e sua natureza temperamental, Evensand finalmente deixou a banda. Seguindo conselhos Kerry King do Slayer, Hunter entrou em contato com Kevin Talley, um experiente baterista de death metal que havia sido anteriormente nas bandas Dying Fetus e Misery Index. Com Talley a bordo, a banda terminou as suas datas restantes da turnê antes de voltar para casa por algum tempo de inatividade. Eles logo começaram a escrita e o processo de gravação do seu próximo álbum. Músicas do Impossibility of Reason foram destaque destaque no programa MythBusters, precisamente no episódio "Talking to Plants".

### Chimairae mudanças na banda (2005–2006)
Até o primeiro trimestre de 2005, a banda tinha terminado maior parte de seu próximo lançamento, e começou a excursionar mais uma vez. O álbum Chimaira, o primeiro (e único) com Talley, foi lançado em agosto de 2005, enquanto a banda estava tomando parte na turnê Sounds of the Underground. Hunter e DeVries também haviam participado de outro projeto musical daquele ano, o CD do vigésimo quinto aniversário da Roadrunner Records, intitulado The All-Star Sessions. O ex-baterista Andols Herrick também participou da gravação de várias músicas do álbum. Estas sessões de gravação reacendeu o interesse de Herrick de estar em uma banda em tempo integral.
O álbum Chimaira também mostra que a banda passou por um estilo mais Groove Metal como Lamb Of God. Este álbum também marca o próximo passo da evolução da banda em si, é mais pesado, mais escuro e muito mais influente.

### Resurrection(2007–2008)

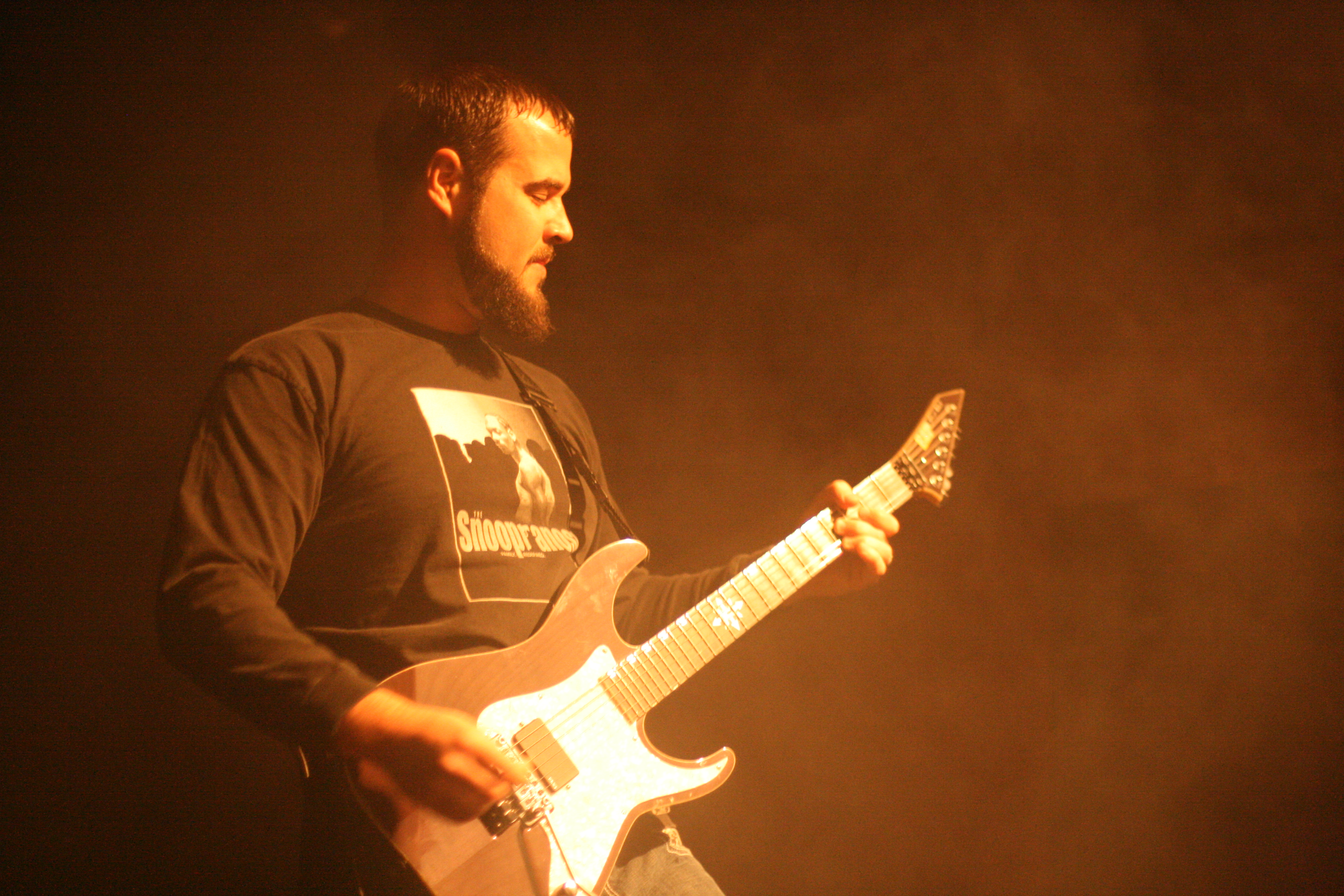
O guitarrista da banda Rob Arnold ao vivo em 25 de junho de 2008

Em 2006, a banda foi liberada do contrato com a Roadrunner e eventualmente assinou com a Ferret Music para distribuição dentro dos Estados Unidos. Para operações internacionais, eles firmaram um contrato com a Nuclear Blast. A banda parecia empolgada com o rumo dos novos negócios, e lançou seu quarto álbum Resurrection em 6 de março de 2007. Eles se sentiram em nova forma após a separação com a Roadrunner e a readmissão de Herrick na bateria. O único infortúnio em meio a estes eventos foi a decisão de cancelar a participação na "Eastpack Antidote Tour" ao lado de bandas como Soilwork, Sonic Syndicate e Caliban. Chimaira foi substituído pela banda Dark Tranquillity. Em 2008, a banda se uniu a Brendan Small na "Dethklok Tour 2008" como convidada.
Esse álbum saiu em 42º lugar no ranking da Billboard 200 e teve 16.000 cópias vendidas já na primeira semana.

### The Infection(2009 - Presente)
Antes do lançamento do álbum, a banda havia postado cipes curtos em sua página a respeito do próximo álbum, que foi escrito em Cleveland, Ohio, com o produtor Ben Schigel, que produziu anteriormente os discos The Impossibility of Reason e o álbum auto-intitulado. O novo álbum, intitulado The Infection, foi mixado por Zeuss, que mixou e produziu álbuns para Hatebreed e Shadows Fall. Chimaira declarou recentemente que eles estão querendo lançar o novo álbum para 21 de abril de 2009. Em seu show anual Chimaira Christmas em 30 de dezembro de 2008, estreou uma nova canção intitulada "Secrets of the Dead"
O primeiro single do álbum "Secrets of the Dead" foi lançado 3 de março de 2009. The Infection foi lançado mundialmente em 21 de abril de 2009 e estreou no número 30 na Billboard 200. Durante uma série de datas de shows na Europa, Chimaira teve Emil Werstler de Daath preenchendo o lugar de Matt DeVries, pois a namorada de DeVries teve seu primeiro filho.
O 10º show anual Chimaira Christmas foi realizado no House of Blues em Cleveland, Ohio, em 27 de dezembro de 2009 e foi filmado para um DVD ao vivo intitulado Coming Alive, que foi lançado em 2010.
No final de 2010, o baixista Jim LaMarca deixou a banda. Chimaira lançou a seguinte declaração a respeito de sua partida. "Depois de uma década de bons momentos e realizações, o nosso amigo e colega de banda, Jim Lamarca decidiu se aposentar do Chimaira. Desejamos-lhe nada, mas o melhor que ele se instala e comece uma família. Quanto à procura de um substituto... vamos cruzar essa ponte para baixo da linha. Enquanto isso, consideraremos isso como negociável e usual, com o Chimaira você conhece e ama".

### The Age of Hell, mudanças de formação eCrown of Phantomse fim da banda (2011-2014)
Em 24 de janeiro de 2011, foi confirmado que Chimaira assinou contrato com a eOne Music.
Chimaira terminou de gravar seu sexto álbum em março de 2011, esperado para ser lançado em agosto de 2011. Além disso, em março, a banda lançou um cover de "Wild Thing" do The Troggs, como um single no YouTube e iTunes, em resposta ao "fenômeno Charlie Sheen".
Em 5 de abril de 2011, o tecladista e programador Chris Spicuzza anunciou que estaria deixando a banda (decisão que ele tomou em janeiro), citando um "ambiente negativo" e o estado geral da indústria da música. Ele também anunciou seu próximo projeto, uma empresa de jogos para celulares chamada IRL Gaming. Spicuzza não contribuiu para o novo álbum.
Em 13 de abril, o baterista Andols Herrick anunciou que ele também estaria deixando a banda devido a diferenças. Ele foi convidado a sair pelos outros membros da banda. Andols ficou tecnicamente fora da banda desde dezembro de 2010 (antes do Chimaira Christmas 11). Não foi anunciado até abril de 2011, no entanto. Andols foi convidado a se juntar à banda, mas ele recusou. Ele disse que aguarda para seguir em frente com outros projetos musicais. Ele disse que não há sangue ruim entre a banda e a si mesmo, e que todos eles continuam amigos. Andols não contribuiu para o novo álbum, porém ele estava por perto durante o tempo de produção, e garantiu aos fãs através de sua página no Facebook que o novo álbum está soando puro como sempre. Em 28 de maio, em Peabody, em Cleveland, OH, o novo álbum foi revelado para ser intitulado The Age of Hell, lançando a música "Trigger Finger", tocada ao vivo e que seria incluída no disco.
The Age Of Hell foi lançado em os EUA em 16 de agosto de 2011. O vocalista Mark Hunter diz: "Palavras não podem expressar o que levou a criar este álbum. Esperamos que você o ame tanto quanto nós. Transformamos isto, este é Chimaira no seu melhor". O álbum Também foi lançado no Reino Unido através da revista Metal Hammer. Em novembro de 2011, Mark Hunter divulgou um comunicado afirmando que os guitarristas Matt DeVries e Rob Arnold estão deixando a banda após o Chimaira Christmas 11. Ele acrescentou que eles estão deixando por "razões pessoais". Isso não foi bem recebido pelos fãs, e muitos diziam que isso poderia ser a Morte de Chimaira.
Foi confirmado que Emil Werstler vai substituir Rob Arnold como o guitarrista, enquanto isso Matt Szlachta do Dirge Within e Jeremy Creamer do Daath ficariam na guitarra líder e no baixo, respectivamente.
Em 29 de dezembro de 2012, Chimaira Christmas 13 revelou uma nova música do próximo álbum de 2013, intitulado "I Despise". No mesmo dia, um teaser oficial para o novo álbum foi postado no YouTube, intitulado Chimaira 2013. Em 18 de abril de 2013 a banda lançou um vídeo teaser em seu canal do YouTube revelando o título do álbum, Crown of Phantoms, seguidamente o lançando em 30 de julho de 2013.
No dia 1 de Setembro de 2014, o guitarrista líder Emil Werstler anuncia sua saída do grupo. Um dia depois, o guitarrista rítmico Matt Szlachta, o tecladista/vocalista Sean Zatorsky, o baixista Jeremy Creamer e o baterista Austin D'Armond se reuniram para saírem do grupo.
Em 3 de Setembro de 2014, o Chimaira anuncia oficialmente em seu site oficial o final da banda.

### 2017 - 2020: Reuniões
No final de 2017, o guitarrista Rob Arnold carregou uma imagem representando os números "1514688300". Mais tarde, foi revelado ser um registro de data e hora Unix do show de reunião da banda. Em 21 de junho de 2017, o ThePRP.com anunciou que uma reunião única da formação "clássica" da banda aconteceria em 30 de dezembro de 2017, durante o evento de Natal do grupo Chimaira, que faria sete anos desde que essa formação se apresentou junta. Mais tarde, a banda compartilhou essa notícia em sua página oficial do Facebook, confirmando a notícia.
Em 15 de dezembro, foi anunciado que o baterista Andols Herrick não faria mais parte do show de reunião devido a problemas de saúde, e que o ex-baterista do Chimaira Austin D'Amond seria seu substituto.

#### Reunião de Natal de 2020 cancelada:
Em 14 de outubro de 2020, Arnold revelou que o Chimaira havia começado a planejar outro show de reunião; Chimaira Christmas 2020. No entanto, devido à pandemia de COVID-19, esses planos foram suspensos. "[o show] havia sido agendado, mas ainda não havia sido anunciado. Não iríamos anunciá-lo até talvez meados do verão". Arnold hesitou em dizer que a banda estava viva, mas disse que estava "certamente desperta e preparada para emergir". Arnold também disse que houve discussão sobre montar novas músicas, que riffs foram passados, mas nenhuma música completa foi concluída e não havia planos imediatos para gravar ou lançar um novo álbum.

#### Reuniões de 2023 e 2024:
Em 13 de dezembro de 2022, a banda anunciou dois shows de reunião que aconteceriam em maio de 2023 para celebrar o 20º aniversário de The Impossibility of Reason. Cinco meses depois, sua conta no Instagram postou uma imagem do logotipo da banda com "XXV" no meio, potencialmente sugerindo um evento de 25º aniversário.
A banda anunciou apresentações para 2024 no Inkcarceration Fest, seu primeiro show em festival em 14 anos, e no Headbanger's Boat, encabeçado por Lamb of God.

## Membros

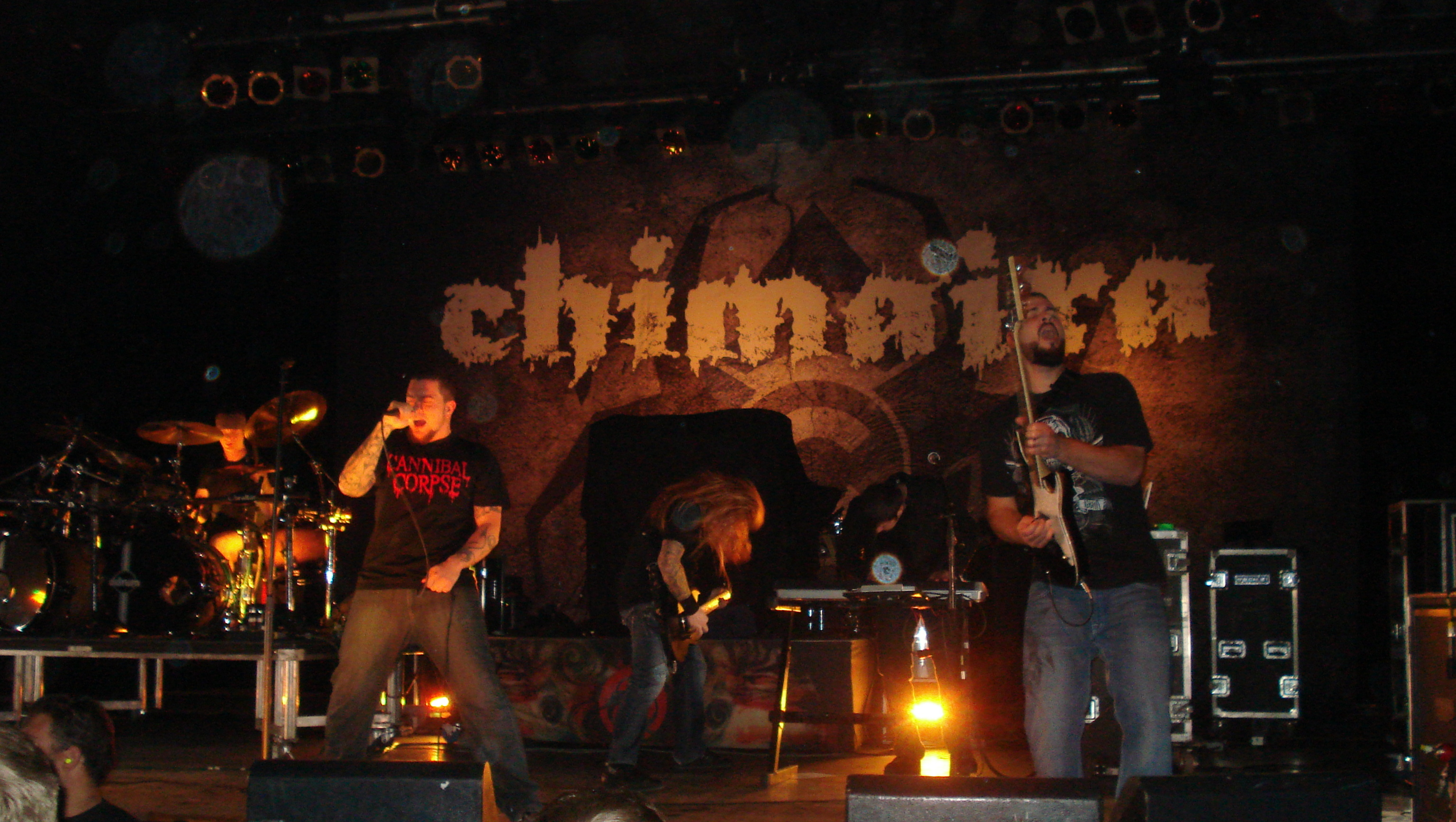
Chimaira se apresentando no Arizona em 2009

### Formação Atual:
- Mark Hunter - (vocal)
- Rob Arnold - (guitarra solo)
- Chris Spicuzza - (sampler) e (vocal de apoio)
- Jim LaMarca - (baixo)
- Matt DeVries - (guitarra base)
- Austin D'Amond- (bateria)

### Ex-membros
- Richard Evensand - (bateria)
- Kevin Talley - (bateria)
- Jason Hager - (guitarra)
- Rob Lesniack - (baixo)
- Andrew Ermlick - (baixo)
- Jason Genaro - (bateria)
- Ben Schigel - (bateria)
- Andols Herrick - (bateria)
- Jim LaMarca - (baixo)
- Emil Werstler - (baixo)
- Matt Szlachta - (guitarra)
- Emil Werstler - (guitarra)
- Jeremy Creamer - (baixo)
- Sean Zatorsky - (teclado) e (sampler)

## Discografia

### Álbuns de estúdio
- Pass out of Existence (2001)
- The Impossibility of Reason (2003)
- Chimaira (2005)
- Resurrection (2007)
- The Infection (2009)
- The Age Of Hell (2011)
- Crown Of Phantoms (2013)

### EPs
- Chimaira (1999)
- This Present Darkness (2000)

## Videografia
DVDs
- The Dehumanizing Process (DVD) (2004)
- Coming Alive (2010)